# UHC Dietlikon
Der UHC Dietlikon war ein Schweizer Unihockeyteam aus Dietlikon. Er fusionierte am 1. Mai 2018 mit dem Männerteam der Kloten-Bülach Jets zum UHC Kloten-Dietlikon Jets.

## Geschichte

### Anfänge
Im Herbst 1981 beschlossen einige Sekundarschüler aus Dietlikon, an der offenen Unihockey-Schülermeisterschaft in der Sporthalle Zürich-Fluntern teilzunehmen. Damals wurden sie noch bei den «Kleinen», das heisst der Kategorie «Schüler» eingeteilt. Man stiess dabei bis in den Final vor, der jedoch verloren ging. Nach diesem Erfolg wurden die Dietliker im folgenden Jahr wieder eingeladen, dieses Mal jedoch für eine Versuchsmeisterschaft in der Kategorie «Aktive». Mit zehn Mannschaften wurde an diversen Turniertagen – mit Hin- und Rückspielen sowie drei Spielen pro Tag – der erste inoffizielle Schweizer Meister erkoren. Ende Saison belegte man nach harten Kämpfen den siebten Schlussrang. Im Sommer 1983 bekam man vom zu diesem Zeitpunkt neu gegründeten Ressort Unihockey des Schweizerischen Landhockeyverbands (SLHV) ein Schreiben mit der Auflage, dass man einen Verein gründen müsse, wenn man an der ersten offiziellen Meisterschaft teilnehmen möchte. Die neue Sportart begeisterte mittlerweile so sehr, dass man sich entschloss, das hochgesteckte Vorhaben an die Hand zu nehmen. Am 16. August 1983 trafen sich alle damaligen Spieler und gründeten den UHC Dietlikon.

### Europacup-Erfolge
Als erst zweites Schweizer Damen-Team nach den Red Ants Rychenberg aus Winterthur im Jahr 2005 holte der UHC Dietlikon den EuroFloorball-Cup (heute Champions Cup) 2007 zurück in die Schweiz. Die Schweizerinnen schlugen im Final den schwedischen Meister IKSU Innebandy 4:3.
Im Januar 2008 konnten die Zürcher Unterländerinnen ihren Europameistertitel im finnischen Vantaa verteidigen. Die Equipe von Trainer Marco Moser siegte in einem umkämpften Spiel gegen den vorjährigen Finalgegner IKSU aus Umeå (Schweden) mit 3:2 nach Penalty. Zu den Matchwinnerinnen zählte Daniela Morf, welche ihr Comeback bereits im Dezember 2007 gegeben hatte, und Laura Tomatis mit fünf gehaltenen Penalties.

### Fusion
Am 5. Februar 2018 gab der UHC Dietlikon bekannt, dass die Kloten-Bülach Jets und der UHC Dietlikon grünes Licht für die Fusion der beiden Vereine gegeben haben. Am 26. März wurde schliesslich auch der Fusionsvertrag von beiden Vereinen angenommen, was bedeutete, dass sie ab dem 1. Mai 2018 unter demselben Namen aufliefen.

## Gründungsmitglieder
- Lilly Keiser (Präsidentin)
- Roy Marending (Aktuar)
- Thomas Keiser (Kassier)
- Thomas Greub
- Angelo Lucci
- Charles Peter
- Marcel Streicher
- Christian Zwahlen

## Erfolge
Die Damen des UHC Dietlikon wurden sechsmal Schweizer Meister und acht Mal Schweizer Cupsieger, die grössten Erfolge sind allerdings die Gewinne des Europacups 2007 und 2008.
Nationalliga A:
- 2003, 2006, 2007, 2008, 2009, 2017[3]

Schweizer Cup:
- 1992, 2002, 2006, 2008, 2009, 2015,[4] 2016,[5] 2017[6]

EuroFloorball-Cup (heute Champions Cup):
- 2007, 2008

Supercup
- 2015,[7] 2016[8]

## Mannschaft 2017/2018
| Pos | Nr                   | Name                  | Nationalität | Geburtsdatum |
| --- | -------------------- | --------------------- | ------------ | ------------ |
| T   | 1                    | Jill Münger           | Schweiz      | 23.07.1998   |
| T   | 29                   | Monika Schmid         | Schweiz      | 16.02.1990   |
| S   | 5                    | Andrea Gämperli       | Schweiz      | 05.04.1995   |
| S   | 6                    | Michelle Wiki         | Schweiz      | 23.10.1989   |
| V   | 9                    | Janine Wüthrich       | Schweiz      | 02.11.1991   |
| V   | 11                   | Laura Bürgi           | Schweiz      | 05.05.1991   |
| S   | 12                   | Tanja Stella          | Schweiz      | 17.04.1988   |
| S   | 13                   | Linda Pedrazzoli      | Italien      | 20.01.1994   |
| S   | 14                   | Sindy Rüegger         | Schweiz      | 14.06.1998   |
| S   | 17                   | Evelyne Ackermann     | Schweiz      | 17.11.1991   |
| S   | 18                   | Kassandra Luck        | Schweiz      | 19.09.1993   |
| S   | 19                   | Julia Suter           | Schweiz      | 06.10.1990   |
| S   | 23                   | Isabelle Gerig        | Schweiz      | 05.12.1998   |
| S   | 26                   | Lucie Šrotová         | Tschechien   | 09.09.1994   |
| S   | 35                   | Christelle Wohlhauser | Schweiz      | 03.05.1991   |
| V   | 37                   | Andrea Streiff        | Schweiz      | 12.06.1986   |
| V   | 51                   | Sereina Zwissler      | Schweiz      | 01.04.1998   |
|     | Trainerstab/Betreuer |                       |              |              |
| HC  |                      | Simone Berner         | Schweiz      | 27.03.1980   |
| AC  |                      | Thomas Wetter         | Schweiz      | 07.05.1976   |
| AC  |                      | Tanja Heusser         | Schweiz      | 05.10.1979   |
| AC  |                      | Marco Moser           | Schweiz      | 26.07.1972   |
| P   |                      | Eliane Traber         | Schweiz      | 13.10.1995   |
| P   |                      | Melanie Weber         | Schweiz      | 07.10.1988   |
| P   |                      | Matteo Schneebeli     | Schweiz      | 26.02.1990   |
| SC  |                      | Sascha Brendler       | Schweiz      | 31.03.1974   |